# Ensemble Achalay
 (juillet 2018).
Si vous disposez d'ouvrages ou d'articles de référence ou si vous connaissez des sites web de qualité traitant du thème abordé ici, merci de compléter l'article en donnant les références utiles à sa vérifiabilité et en les liant à la section « Notes et références ».
L'Ensemble Achalay est un groupe de folklore argentin et de musiques des Andes créé à Paris en 1958 par un musicien argentin, Ricardo Galeazzi. 
Ce musicien est le pionnier dans ce genre musical car il est le premier à enregistrer avec une quena en France et en Europe[réf. nécessaire]. Il est aussi le premier à associer la quena, la guitare et le charango dans le monde sur la première version enregistrée en France de El Condor Pasa. 

## Historique
Dans les années 50, deux Argentins se rencontrent dans un cabaret parisien (L’escale), l’un est Carlos Benn-Pott et l’autre Ricardo Galeazzi. Le premier étudie aux beaux-arts et le deuxième est contrebassiste de jazz fraichement arrivé à Paris après avoir quitté, avec son ami pianiste, Lalo Schifrin, son quartet Los Bop-Hemians. 
Carlos Benn-Pott et Ricardo Galeazzi décident de jouer de la quéna en duo. Ils commencent à jouer occasionnellement comme accompagnateurs avec les musiciens titulaires de « L’escale ».
L’idée de créer un groupe est venue en 1956. Ils créent à cette date le groupe Los Incas à la demande d'un couple de danseurs sud-américains qui avait besoin d'un groupe de musiciens pour les accompagner. Un disque est sorti cette même année sous le titre Chants et danses de l’Amérique latine.
Mais avant ce disque sera publié un 45 tours par Paco Sanchez qui incorporera plus tard comme danseur le groupe Les Guaranis. Dans ce 45 tours et pour la première fois en Europe, on entend une quena jouée par Ricardo Galeazzi, cofondateur de Los Incas. Ricardo Galeazzi est ainsi le premier à laisser en France une trace sonore de cet instrument.
Ricardo Galeazzi décide de quitter Los Incas en 1958 pour pouvoir interpréter des thèmes de sa composition et arranger les thèmes du folklore car il va surtout s’intéresser à quelques-unes des musiques enregistrées dans des disques publiés par Folkways Records pour les reprendre dans un disque enregistré en 1958 par l’ensemble Achalay, le groupe qu’il a fondé après avoir quitté Los Incas.  

### Création du groupe
Achalay est, avec Los Incas, le premier groupe sud-américain à exister en France.
Parmi les morceaux choisis par Ricardo Galeazzi se trouve une version à la guitare d’une mélodie qui s’appelle El Condor Pasa. Il décide de l’incorporer dans le premier disque d’Achalay en l’adaptant pour les instruments de son ensemble. Ainsi, dans la version d'Achalay, la guitare joue seulement le rôle d’accompagnement à laquelle s‘ajoute un charango, la mélodie étant reprise entièrement par la quena. C’est donc à l’occasion de l’écoute de disques publiés en Amérique que la toute première publication commerciale en France de El Condor Pasa a vu le jour en 1958. Il sera édité d’abord un 45 tours avec El Condor Pasa puis un 33 tours.
Cet enregistrement précède de cinq ans la version de la décennie suivante par Los Incas (en 1963) elle-même reprise à son tour par Simon and Garfunkel en 1970. La version d’Achalay est la première à avoir utilisé la quena comme instrument soliste, ce qui deviendra la norme par la suite pour les autres groupes en France et aussi en Amérique Latine. Sans oublier le fait que ce premier album d’Achalay est aussi le premier disque consacré exclusivement aux musiques des Andes en France (Musique indienne des Andes, BAM, LD 349, 1958). 
La fondation de l’ensemble Achalay marque le début d’une nouvelle période dans l’évolution de la musique des Andes en France et dans le monde. L’ensemble enregistre alors cinq 33 tours dans les années 1960 et 1970 à la suite du grand succès du premier album en 1958. 
Le sixième album en cours d'enregistrement en 1979 n'est pas achevé car seulement deux thèmes sont enregistrés. 
L’ensemble voit une compilation double album de ces meilleurs succès sortir dans les années 70 sous le label AZ.

### Concerts sur scène
Achalay donne des concerts en France, en Suisse, en Grèce, aux Pays-Bas, en Allemagne et en Belgique dans les années 1960/70/80. Ils font des représentations pour la première fois sur le paquebot France. L'Ensemble sera engagé par le Club Méditerranée pour animer leurs villages dans le monde. Le groupe aura alors une activité sur scène jusqu'en 1987 avant de reprendre sous l’impulsion de deux de ses derniers membres scéniques de l'époque dont l’un, Gilberto Piedras qui débute alors dans le cabaret El Rancho Guarani à Paris, est présenté à Ricardo Galeazzi par Virgilio Rojas et Ramon Romero (membres du groupe Les Guaranis de Francisco Marin) lorsqu'il cherche un harpiste pour participer à l’enregistrement du dernier disque (volume 5) en décembre 1978 en remplacement, au dernier moment, du harpiste Robert Dekorver (Roberto Guarani). La dernière formation de l'Ensemble Achalay de 1978 à 1987 était composée de Ricardo Galeazzi, Jorge Peñalosa, Gilberto Piedras, Sergio Piedras et Alfredo de Robertis. Parmi les membres qui participèrent à cet ensemble au fil des années : Mario Ardila, Enrique Capuano, Narciso Debourg, Jorge Diaz Peñaloza, Françoise « cholita » Galeazzi, Michel Leroy, Raul Maldonado, César Molinero, Otto Palma, Juan Perez, Gilberto Piedras, Sergio Piedras, Alfredo De Robertis, Virgilio Rojas, Lucho. A. Ramirez, Pedro Serrano, Romano Zanotti, Jean Michel Cayre...

## Discographie
- BAM. EX.668 : Ensemble Achalay - Musique des Andes, El Condor Pasa, 45 tours, 1958
- BAM. LD 349 / LD 5349 : Ensemble Achalay - Musique des Andes (Vol. 1), 1958[8]
- BAM. LD 414 / LD 5414 : Ensemble Achalay - Musique des Andes (Vol.2), 1964
- BAM. LD 422 / LD 5422 : Ensemble Achalay - Musique des Andes (Vol.3), 1965
- BAM. LD 5747 : Ensemble Achalay - Musique des Andes (Vol.4), 1971[9]
- BAM. LD 5799 : Ensemble Achalay - Musique des Andes (vol.5), 1978.
- Disques Az FL 85070 / 85071 Double Album : Ensemble Achalay - Musique des Andes (compilation)